# Мелиса Рауш
Мелиса Ајви Рауш (енгл. Melissa Ivy Rauch; Марлборо Тауншип, 23. јун 1980) америчка је глумица. Позната је по улози Бернадет Ростенкауски-Воловиц у комедији ситуације Штребери, за коју је 2013. године номинована за награду по избору критичара за најбољу споредну глумицу у хумористичкој серији. Од 2004. до 2008. године, Рауш је радила као редовна сарадница на серији Најбоља недеља икад. Рауш је такође играла Тину у америчком римејку серије Кет и Ким и Самер у фантастичној хорор драми Права крв. Рауш је играла споредне улоге у филмовима Волим те, човече (2009), Ледено доба: Велики удар и Гомила друштва (оба 2016) и Радост и Перионица (оба 2019).

## Филмографија
| Година | Српски наслов            | Наслов | Улога                                              | Напомене     |
| ------ | ------------------------ | ------ | -------------------------------------------------- | ------------ |
| 2006.  | Еуфорија                 |        | Меган                                              |              |
| 2009.  | Волим те, човече         |        | џогерка која виче на Сиднија                       |              |
| 2009.  | Н/Д                      |        | Одра                                               | кратки       |
| 2009.  | Земља авантуре           |        | пријатељица Рајана Рејнолдса у залогајничкој сцени | без заслога  |
| 2013.  | Н/Д                      |        | Кери                                               |              |
| 2014.  | Јеси ли ту               |        | Мари                                               |              |
| 2015.  | Н/Д                      |        | Хоуп Анабел Грегори                                | такође писац |
| 2016.  | Ледено доба: Велики удар |        | Франсин (глас)                                     |              |
| 2016   | Гомила друштва           |        | Џејми                                              |              |
| 2017.  | Бетмен и Харли Квин      |        | Харли Квин / др Харлин Квинзел (глас)              | филм         |
| 2019.  | Радост                   |        | Бетани                                             |              |
| 2019.  | Перионица                |        | Мелани Мартин                                      |              |
| 2020.  | Н/Д                      |        | Мачка гвен (глас)                                  | филм         |

| Година     | Српски наслов             | Наслов | Улога                                          | Напомене                                                       |
| ---------- | ------------------------- | ------ | ---------------------------------------------- | -------------------------------------------------------------- |
| 2007.      | Н/Д                       |        | Бетани                                         | 3 епизоде                                                      |
| 2008–2009. | Кет и Ким                 |        | Тина                                           | 1. сезона (споредна; 6 епизода)                                |
| 2009–2019. | Штребери                  |        | Бернадет Ростенкауски-Воловиц                  | 3. сезона (споредна; 5 епизода) 4–12. сезона (регуларна улога) |
| 2010.      | У канцеларији             |        | Кети Дјук                                      | епизода „Достава”                                              |
| 2010.      | Права крв                 |        | Самер                                          | 3. сезона (споредна; 6 епизода)                                |
| 2010.      | Н/Д                       |        | Дејзи Кејк                                     | ТВ филм                                                        |
| 2014.      | Џејк и пирати из Недођије |        | прва дама Моли (глас)                          | 1. епизода                                                     |
| 2014.      | Н/Д                       | [ 7 ]  | госпођа Макабре                                | 1. епизода                                                     |
| 2014.      | Н/Д                       |        | Калиопа                                        | 1. епизода                                                     |
| 2015.      | Софија Прва               |        | вила Тизи (глас)                               | 2. епизоде                                                     |
| 2015.      | Н/Д                       |        | Кики (глас)                                    | ТВ филм                                                        |
| 2017.      | Звездана против сила зла  |        | Бејби (глас)                                   | 1. епизода                                                     |
| 2017.      | Антмен                    |        | Оса (глас)                                     | 2. епизоде                                                     |
| 2017.      | Блејз и чудовишне машине  |        | Светлосни Лопов (глас)                         | 1. епизода                                                     |
| 2019.      | Црни понедељак            |        | Шира                                           | 2. епизоде                                                     |
| 2019.      | Н/Д                       |        | Бети Шпагети, Часна сестра, Једнорог (гласови) | 1 episode                                                      |
| 2020.      | Аниманијаци               |        | Марија Антонета (глас)                         | 1. епизода (7. епизода)                                        |
| 2023–2025. | Н/Д                       |        | судија Аби Стоун                               | предстојећа серија                                             |